# 감정 노동
감정 노동은 직장인이 사람을 대하는 일을 수행할 때에 조직에서 바람직하다고 여기는 감정을 자신의 감정과는 무관하게 행하는 노동을 의미한다. 감정 노동은 직업에서 감정적으로 요구되는 사항을 충족하기 위해 감정과 표현을 조절하는 과정을 말한다. 여기에는 실제로 느꼈든 못 느꼈든 감정의 표현에 대한 분석과 의사결정이 포함되며, 그 반대도 포함된다. 즉, 느끼지만 표현되지 않는 감정의 억압이다. 이는 기업이나 조직이 성공할 수 있도록 고객에게 어떤 느낌을 주기 위해 행해진다. 감정 노동은 판매, 유통, 음식, 관광, 간호 등 대인서비스 노동에서 주로 발생한다. 감정노동 연구는 일반 사기업 부문 (private sector) 뿐만 아니라 정부 및 공공기관 업무와 관련된 직무 종사자도 이 범주에 포함된다.
감정노동이 필요한 것으로 확인된 역할에는 공공행정, 스파이, 법률, 아동돌봄, 의료, 사회사업, 접대, 음식서비스, 미디어에서의 직업 등이 포함된다. 특정 경제가 제조업에서 서비스업 경제로 이동함에 따라 60년 전과 비교해 다양한 직업 분야의 근로자들이 고용주 요구에 따라 감정을 관리할 것으로 예상된다. 감정노동은 실제로 느끼는 감정과 다른 감정을 표현해야 할 때 발생하며, 감정노동으로 생긴 감정적 부조화는 감정노동을 행하는 조직 구성원을 힘들게 만들며 감정노동으로 생긴 문제가 적절하게 다루어지지 않는 경우엔 심한 스트레스를 보이게 되며, 심한 경우엔 정신질환 및 자살까지 갈 수도 있다.
명절 행사 준비나 친구 문제 해결을 돕는 등 대인관계로 예상되는 미지급 업무를 지칭하는 용어로도 확대됐다.

## 정의

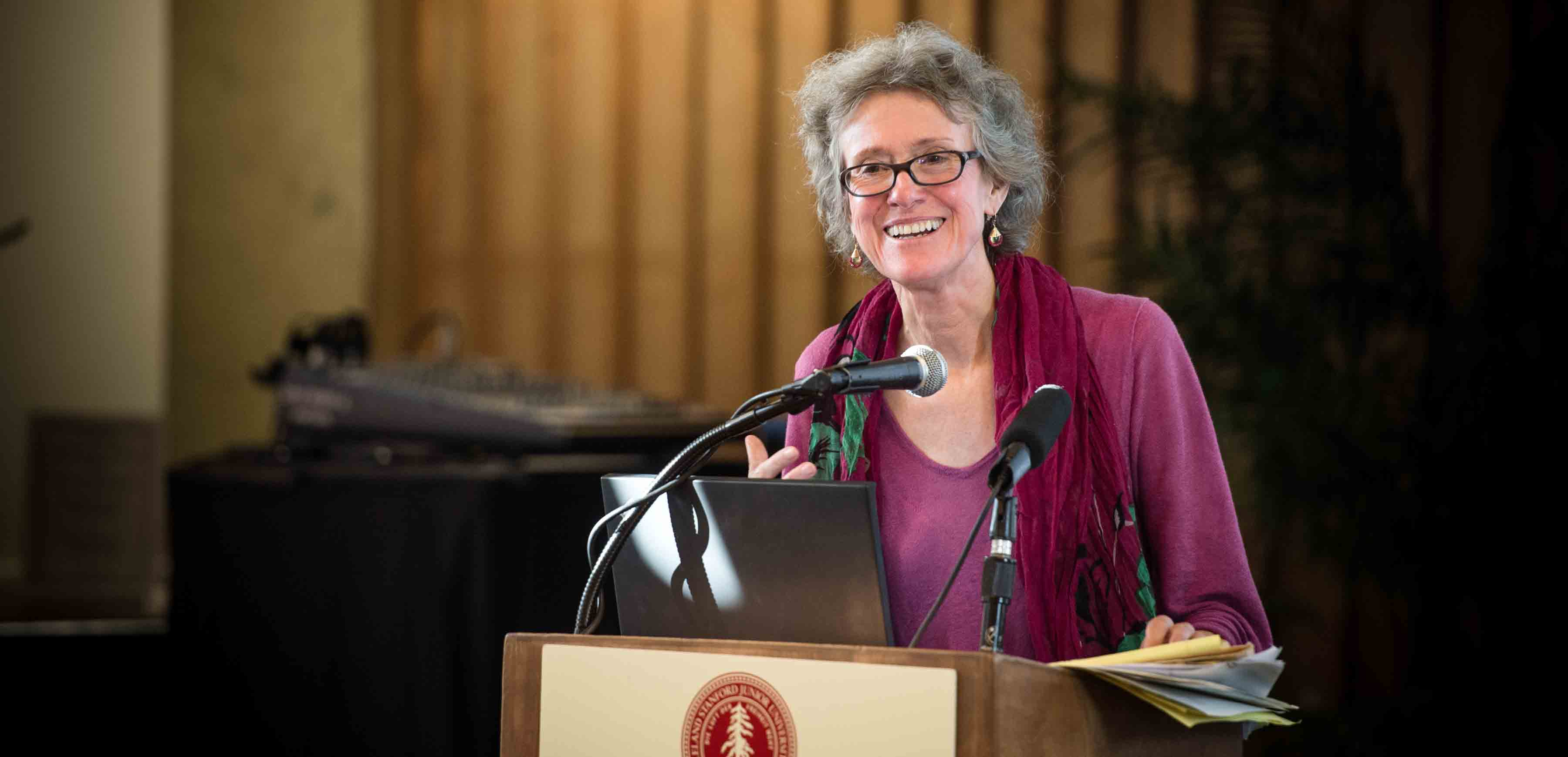
사회학자 러셀 혹실드

미국의 사회학자인 앨리 러셀 혹실드는 감정 노동의 정의로 직업의 요건을 충족시키기 위해 특정한 감정을 드러내는 것이라고 말한다. 감정 업무는 가정 내의 사적인 영역이나 가족 및 친구와의 상호 작용과 같은 개인적인 목적을 위해 특정한 감정을 표시하는 것을 말한다. 혹실드는 인지, 신체, 표현 등 세 가지 감정 조절 전략을 식별했다. 인지적 감정 안에서, 한 사람은 이미지, 생각, 또는 그것과 관련된 감정을 바꾸기를 희망하면서 생각들을 바꾸려고 시도한다. 예를 들어, 가족사진을 행복감과 연관짓고 행복을 느끼려고 할 때마다 말한 사진을 생각할 수 있다. 육체적 감정 안에서, 사람은 원하는 감정을 만들기 위해 신체적 증상을 바꾸려고 시도한다. 예를 들어, 화를 줄이기 위해 심호흡을 시도할 수 있다. 표현적 감정 작업 안에서 행복을 느끼려고 할 때 미소를 짓는 등 내면의 감정을 바꾸기 위해 표현적 제스처를 바꾸려고 한다.
감정노동은 사적 영역 내에서 일어나는 반면, 감정노동은 고용주의 기대에 따른 직장 내 감정관리이다. 감정노동과 관련된 직업은 다음과 같이 정의된다:
1. 대중과의 대면 또는 대면 접촉이 필요하다.
2. 노동자에게 타인의 감정 상태를 생산하도록 요구한다.
3. 고용주가 훈련과 감독을 통해 종업원의 정서적 활동에 대한 통제력을 발휘할 수 있도록 한다.

혹실드는 이 상품화 과정 안에서, 서비스 근로자들은 직장에서 그들 자신의 감정과 멀어진다고 주장한다.

## 대안적 사용
이 용어는 과거 집안일, 특히 여성에게 종종 기대되는 무급 노동, 예를 들어 축하연을 계획하거나 그들의 파트너에게 집안일을 상기시키는 일을 지칭하기 위해 현대적 맥락에서 적용되어 왔었다. 이 용어는 친구에게 조언을 제공하거나 이별을 통해 누군가를 돕는 것과 같은 비공식적인 상담을 의미하기도 한다.
이 용어의 현대적 사용은 원래 이 분야의 비전문가들에 의해 도입되었고 따라서 의학 및 심리학 전문가들에 의해 비판을 받았다.

## 결정 요인
1. 사회적, 직업적, 조직적 규범이다. 예를 들어, 경험적 증거는 일반적으로 "바쁜" 상점에서 종업원이 표시 규칙에 따라 행동할 것으로 예상되는 "한가한" 상점에서보다 부정적인 감정을 표현할 수 있는 정당성이 더 많다는 것을 나타낸다. 따라서, 한 사람이 속한 정서 문화는 이러한 규칙에 대한 직원의 헌신에 영향을 미친다.
2. 직무에 대한 기질적 특성과 내적 느낌이다. 얼굴 표정, 목소리, 몸짓, 몸동작을 사용하여 감정을 전달하는 능력을 가리키는 직원의 감정 표현력, 또는 조직적으로 민감한 감정을 더 쉽게 표현할 수 있는 직원의 직업 정체성 수준을 말하는 것이다.
3. 표시 규칙의 감독 규정이다. 높은 성과 기대치에 대한 근로자들의 믿음에 직접적인 영향을 미친다는 점에서 감독자들은 직무 수준에서 표시 규칙의 중요한 정의자가 될 가능성이 높다. 게다가, 직장에서 부정적인 감정을 억제할 필요성에 대한 감독자의 인상은 표시 규칙에 대한 직원들의 인상에도 영향을 미친다.

## 표면 연기 그리고 심층 연기
혹실드의 기초 본문에서는 감정 노동을 표면 연기와 심층 연기라는 두 가지 요소로 나누었다. 표면 연기는 직원들이 실제 감정을 바꾸지 않고 일에 필요한 감정을 드러낼 때 일어난다. 심층 연기는 직원들이 조직적인 기대에 맞춰 내부 감정을 변화시켜 보다 자연스럽고 진실한 감정 표현을 만들어 내는 노력적인 과정이다. 기본 프로세스는 다르지만, 두 가지 모두의 목표는 일반적으로 긍정적인 감정을 보여주는 것이며, 이는 고객의 감정과 수익률(예: 판매, 긍정적인 권고, 반복 사업)에 영향을 미치는 것으로 추정된다. 그러나, 연구는 일반적으로 표면 연기는 직원 건강에 더 해롭다는 것을 보여주었다. 윤리적 가치에 대한 고려가 없다면, 감정적인 작업이 직원들에게 미치는 결과는 부정적일 수 있다. 기업윤리는 윤리적 가치와 일치하는 감정을 어떻게 제시할 것인가에 대한 지침으로 활용될 수 있으며, 직원들이 일을 하면서 감정을 더 쉽고 편안하게 조절할 수 있는 방법을 보여줄 수 있다.

## 관련 직업들
과거에는 감정노동 요구와 표시규정이 식당노동자, 은행원, 병원 노동자, 계산원, 상담원, 비서, 간호사 등 특정 직업의 특징으로 여겨졌다. 그러나 표시 규칙은 특정 직업군의 역할 요건뿐만 아니라 여러 종류의 직업이 공유하는 대인관계 직업 요구 사항으로 개념화되었다.

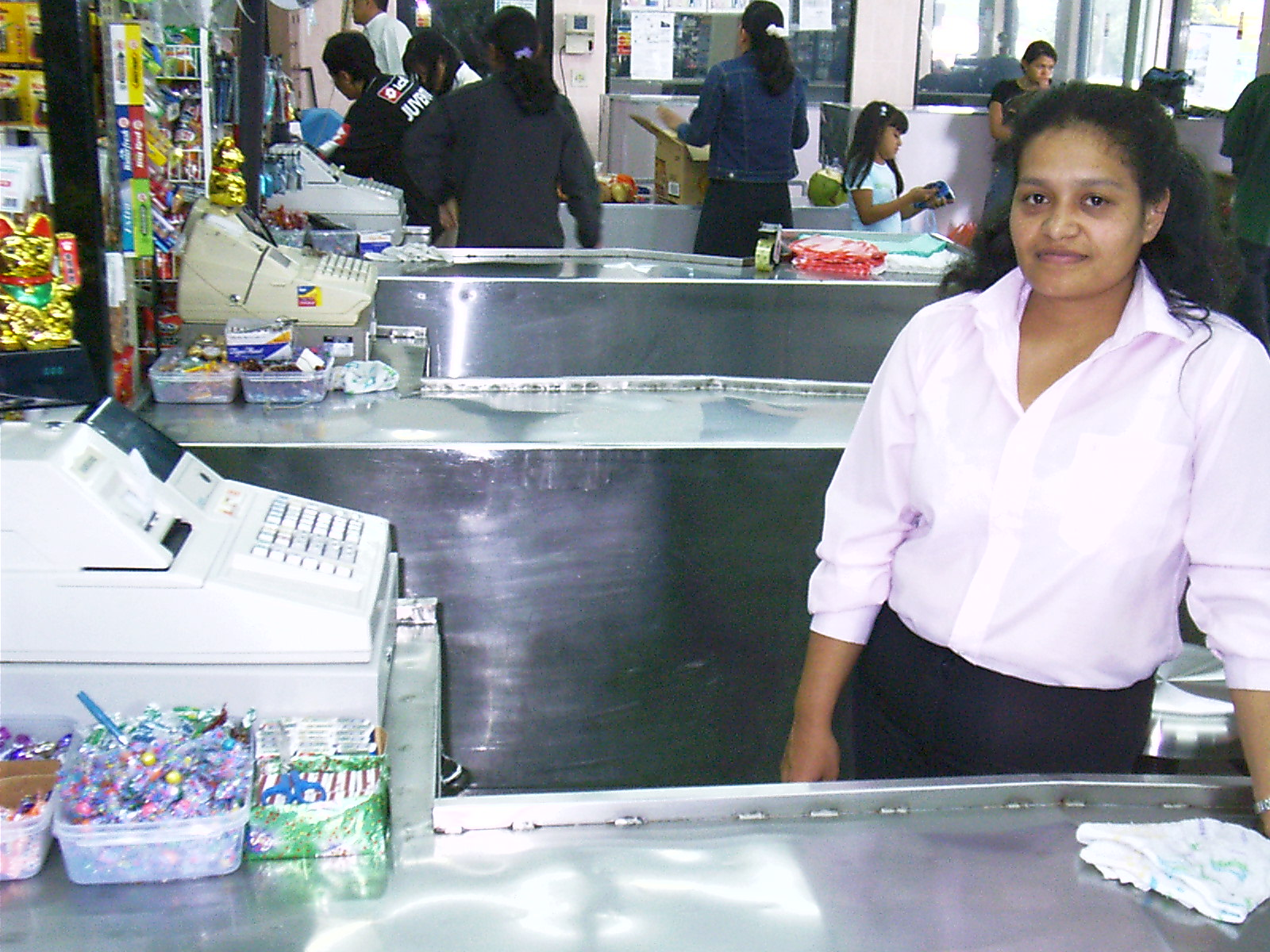
감정노동 종사자인 계산원

### 계산원[8][9]
1991년, 서튼이라는 사람은 수집 대행사의 계산원들을 대상으로 심층적인 질적 연구를 했다. 그는 직원들이 쾌활하고 걱정스러운 행동을 해야 하는 이곳에서 묘사된 다른 직업들과 달리, 대부분의 채무자들에게 짜증을 보이기 위해 계산원들이 선택되고 사회화된다는 것을 발견했다. 구체적으로, 계산원은 쉽게 흥분할 것 같은 요원을 고용했다. 그 후 새로 고용된 대리인들은 언제 그리고 어떻게 다양한 유형의 채무자들에게 다양한 감정을 보여줄 수 있는지에 대한 훈련을 받았다. 이들은 수거대행업체에서 일하면서 감독관들의 면밀한 감시를 받아 채무자들에게 긴급성을 수시로 전달하도록 했다.
계산원들의 감정노동은 채무자들이 그들 때문에 화가 나지 않도록 하는 것, 그리고 돈 때문에 우호적인 채무자들에게 압력을 가하는 것에 대해 죄책감을 느끼지 않도록 하는 것을 포함한다. 그들은 전화를 내려 놓을 때 공개적으로 화를 내거나 농담을 함으로써 화가 난 채무자을 대처했다. 그들은 빚쟁이들로부터 감정적으로 떨어져 있어 그들이 느끼는 죄책감을 최소화했다.

### 보육 노동자
육아에 관련된 기술들은 종종 여성이 타고난 것으로 간주되어, 육아라는 요소들을 보이지 않게 한다. 다만 육아에 필요한 난이도와 기술을 연구했을 뿐 아니라 육아에 대한 정서적 노동이 독특하고 다르게 연구될 필요가 있다는 학자들의 의견이 다수 나왔다. 감정노동을 하려면 감정자본의 개발이 필요하며, 그것은 경험과 성찰을 통해서만 개발될 수 있다. 에드워즈(2016)는 반구조적 인터뷰를 통해 혹실드의 원래 두 가지 정서적 노동 외에 육아에 정서적 노동의 두 가지 요소가 있음을 알게 됐다.

### 요식업계 종사자

#### 웨이터
1991년 필라델피아의 웨이트리스에 대한 연구에서 폴스는 어떻게 이 노동자들이 고객들과 상호작용하는 동안 통제권을 주장하고 자신의 정체성을 보호하는지 조사한다. 폴스는 식당 일에서 "서비스 업무에 대한 뿌리 깊은 가정으로부터 비롯된 문화적 상징"을 통해 근로자들의 고객 종속이 강화된다고 주장한다. 웨이트리스들은 고용주들에 의해 엄격하게 규제되지 않았기 때문에, 웨이트리스들이 고객들과 상호작용하는 것은 웨이트리스들이 스스로 통제했다. 비록 그들이 식당 일을 둘러싼 고정관념과 서빙의 가정에 의해 오명을 쓰고 있지만, 연구된 웨이트리스들은 고객과의 상호 작용에 의해 부정적인 영향을 받지 않았다. 반대로, 그들은 감정을 관리하는 능력을 고객에 대한 통제력을 얻는 데 사용할 수 있는 가치 있는 기술로 간주했다. 따라서, 필라델피아 웨이트리스는 감정 노동의 잠재적인 부정적인 결과를 피하기 위해 고용주가 규제하는 감정 노동의 부족을 이용했다.
비록 폴스가 특정 집단의 웨이트리스들에게 감정노동의 긍정적인 결과를 강조하지만, 다른 학자들 또한 웨이트리스 산업 내에서 감정노동의 부정적인 결과를 발견했다. 바야드볼로는 18개월간의 참여자 관찰 연구를 통해 카지노 웨이트리스들이 직장에서 감정 노동을 하기 위해 고도로 감시되고 금전적으로 뇌물을 받는다는 것을 발견했다. 구체적으로, 바야드볼로는 성적인 환경과 후한 팁 시스템을 통해 카지노 주인과 고객 모두 자신의 이익과 즐거움을 위해 웨이트리스의 행동과 외모를 통제한다고 주장한다. 비록 웨이트리스들이 개인적이고 집단적인 저항 메커니즘의 그들만의 형태를 가지고 있지만, 카지노 경영에 의한 그들의 행동에 대한 강력하고 일관된 모니터링은 카지노 일터의 동력역학을 바꾸기가 어렵게 만든다.

#### 패스트푸드 직원
참여 관찰과 인터뷰를 이용하여, 레이드너는 패스트푸드점의 고용주들이 어떻게 근로자들의 고객들과의 상호작용을 규제하는지 조사했다. 레이드너에 따르면, 고용주들은 특정 조건에서만 근로자들의 고객들과의 상호작용을 규제하려고 했다. 특히, 고용주가 근로자와 고객 간의 상호작용을 규제하려고 할 때, 고용주는 "기업의 성공에 있어 상호작용의 질이 중요하다"며, "근로자 스스로 적절하게 상호작용을 수행할 수 없거나 원하지 않는다"며 "과제 자체가 너무 복잡하거나 상황에 따라 좌우되지 않는다"고 생각한다." 레이드너에 따르면, 고객과의 직원 상호 작용을 규제하는 것은 고객과의 직원 상호 작용을 표준화하는 것과 관련이 있다. 레이드너 연구의 맥도날드 패스트푸드점에서는 이러한 상호작용이 엄격히 스크립팅되며, 근로자들의 대본과 규정 준수 여부를 면밀히 감시한다.
직원과 고객 간 상호작용을 규제하려는 고용주의 시도를 조사하는 것과 함께, 레이드너는 패스트푸드 근로자들이 이러한 규제에 어떻게 대응하는지 검토한다. 레이드너에 따르면, 고용주의 기대를 충족시키기 위해서는 근로자들이 어떤 형태로든 감정노동에 종사해야 한다고 한다. 예를 들어 맥도날드 직원들은 당시 자신의 기분이나 기질과는 무관한 미소와 친근한 태도로 고객을 맞이할 것으로 예상된다. 레이드너는 이러한 기대에 대한 엄격한 준수는 적어도 근로자들의 자아와 정체성에 대한 인식을 손상시킬 가능성이 있다고 제안한다. 하지만, 레이드너는 그녀가 연구한 노동자들에게서 감정노동의 부정적인 결과를 보지 못했다. 대신 맥도날드 직원들은 작은 방법으로 고객에 대한 반응을 개인화하려고 시도했다. 구체적으로, 직원 고객 간 상호 작용에 대한 엄격한 규제에 대한 반항심을 보여주기 위해 유머나 과장을 사용했다.

### 의사
라슨과 야오(2005년)에 따르면, 의료 기술의 진보에도 불구하고 의사와 환자 사이의 대인관계는 양질의 의료 서비스를 위해 여전히 필수적이기 때문에 공감은 의사와 환자의 상호작용을 특성화해야 한다. 라슨과 야오는 의사들이 공감하는 것을 일종의 감정노동으로 여긴다고 주장한다. 구체적으로 라슨과 야오에 따르면, 의사들은 환자와 상호작용하기 전, 중, 후에 진실한 공감을 느끼며 깊은 연기를 통해 감정노동을 한다. 반면, 라슨과 야오는 의사들이 환자를 향해 감정적인 행동을 위장할 때 표면적인 행동에 관여한다고 주장한다. 비록 라슨과 야오가 깊은 연기가 선호된다고 주장하지만, 의사들은 환자에 대한 진지한 공감이 불가능할 때 표면 연기에 의존할 수도 있다. 전반적으로 라슨과 야오는 의사가 감정노동으로 인해 깊은 연기로 공감에 임할 때 더 효과적이고 더 전문적인 만족을 누리고 있다고 주장한다.

### 경찰
마틴(1999년)에 따르면, 경찰 업무는 다른 경찰관들과 시민들이 지켜보는 가운데 그들 자신의 얼굴과 신체적인 감정 표시를 통제해야 하는 경찰관들에 의한 상당한 양의 감정 노동을 포함한다. 경찰관은 질서를 유지하고 다양한 대인관계 서비스를 제공해야 한다. 예를 들어, 경찰은 시민들에게 적극적으로 귀를 기울이고 이야기할 수 있는 능력을 가지면서 예측할 수 없는 상황에서 단호하게 행동하고 통제력을 유지할 수 있는 위엄 있는 존재감을 가져야 한다. 마틴에 따르면, 업무상의 위험에 대처하면서 너무 많은 분노와 동정, 또는 다른 감정을 드러내는 경찰관은 많은 경찰관들의 성차별적 시각으로 인해 다른 경찰관들이 경찰 업무의 압력을 견디지 못하는 사람으로 볼 것이다. 다른 경찰관들 앞에서 이러한 감정 관리의 균형을 유지할 수 있는 반면, 경찰은 시민의 신뢰와 준수를 얻기 위해 질서를 회복하고 효과적인 대인관계 기술을 사용해야 한다. 궁극적으로, 감정 노동에 효과적으로 관여하는 경찰관의 능력은 다른 경찰관들과 시민들이 그들을 보는 방식에 영향을 미친다.

### 공공 행정[10][11]
많은 학자들은 정부기관의 모든 단계 사이에서 요구되는 감정적 작업의 양이 지역적 차원에서 가장 크다고 주장한다. 일상적인 응급 대비, 소방관, 법 집행, 공교육, 공중보건, 가족·아동서비스, 상담 등의 책임이 시·군 차원에서 있다. 지역사회의 시민들은 고객 서비스 중심의 직장에서 받는 것과 같은 수준의 만족을 정부로부터 기대한다. 이는 행정 분야에서 직원과 고용주 모두에게 상당한 양의 작업이 필요하다. 공공행정 내 감정노동을 대표하는 비교는 '이성노동 대 감정노동', '감정노동 대 감성지성' 두 가지가 있다.

#### 정의: 이성노동 대 감정노동
메리 가이에 따르면, 공공 행정은 행정의 사업적인 측면뿐만 아니라 개인적인 측면에도 초점을 맞춘다. 단지 수도세나 토지 조례를 받아 새로운 부동산을 건설하는 것이 아니라, 시 공무원이 개인에게 할당한 삶의 질과 공동체 의식을 따지는 것이다. 이성적인 일은 인지적이고 분석적으로 사고하는 능력인 반면, 감정적인 일은 더 실질적이고 더 많은 이성을 가지고 생각하는 것을 의미한다.

#### 정의: 감정노동 대 감성지성
자신의 감정을 억제하고 관리하는 방법을 아는 것은 감성 지능이라고 알려져 있다. 감정을 조절하는 능력과 높은 수준에서 이것을 할 수 있는 능력은 도움이 필요한 사람들에게 봉사하는 자신의 능력을 보증한다. 감정 지능은 감정 노동을 하면서 수행되고, 다른 하나가 없으면 거기에 있을 수 없다.

## 시사점
미소짓고 친근감을 전달하는 등 서비스 상호작용에서 긍정적인 애정 표시는 고객의 긍정적인 감정과 긍정적으로 연관되어 있으며, 반품의사, 타인에게 매장을 추천하려는 의도, 전반적인 서비스 품질에 대한 인식과 같은 중요한 결과가 나타난다. 감정노동이 직원들의 정서적 피로를 초래하고 시간이 지남에 따라 소진될 수 있으며, 직원들의 직무 만족도를 떨어뜨릴 수 있다는 증거가 있다. 즉, 직무에 감정 규제를 더 많이 사용하는 것은 직원의 감정 소모 수준이 더 높고, 직원의 직무 만족도가 더 낮은 것과 관련이 있다.
감정노동 요구가 높아지면 임금 인상으로 일률적으로 보상받지 못한다는 실증적 증거가 있다. 오히려 보상은 직무에 필요한 일반적인 인지적 요구 수준에 따라 달라진다. 즉, 인지 수요가 높은 직종은 감정 노동 수요가 증가하는 임금 수익을 입증하는 반면, 인지 수요가 낮은 직종은 감정 노동 수요가 증가하는 임금 "벌칙"을 입증한다. 또한, 노동 조합으로의 전환, 공동 관리 계획 또는 평탄한 직장 구조와 같은 직원 권한을 증가시키는 혁신은 노동자가 더 많은 직장의 책임을 지게 되면서 노동자의 감정 노동 수준을 증가시키는 것으로 밝혀졌다.
감정노동자들을 위한 다양한 보상과 지원이 필요하다.

## 같이 보기
- 신고식
- 불안
- 집단 따돌림
- 괴롭힘
- 동정 피로
- 분리 (심리학)
- 정신건강
- 표현 규칙
- 동조 압력
- 사고 억제
- 성 차별
- 사회 영향
- 피상적 매력
- 스마일 마스크 증후군
- 마르크스주의 소외론
- 고객 관계 관리

1. ↑  공, 선영 (2020년 2월 27일). “비정규노동”. 《[감정노동] 감정노동, 개념부터 해결방안까지》. 2021년 5월 1일에 확인함.
2. ↑  이, 완 (2009년 12월 20일). “한겨레”. 《백화점 주6일 노동 “웃어도 웃는 게 아니야”》. 2021년 5월 6일에 확인함.
3. ↑  김, 경희 (2011년 5월). “서비스 사회의 감정노동에 대한 이해” (PDF). 《국제노동브리프》 (국제노동브리프). 2021년 5월 5일에 원본 문서 (PDF)에서 보존된 문서. 2021년 5월 5일에 확인함.
4. ↑  “앨리 러셀 혹실드 "감정노동"”. 2014년 7월 22일. 2021년 5월 5일에 확인함.
5. ↑  John, Batchelor (2011년 5월). “감정노동: 고객 행복과 직원 만족의 비결” (PDF). 《국제노동브리프》. 2021년 5월 1일에 원본 문서 (PDF)에서 보존된 문서. 2021년 5월 5일에 확인함.
6. ↑  한, 강, 수진, 소라 (2018년 12월). “공공기관 감정노동자의 표면행위와 감종소모-조직지원과 상사지원의 조절효과” (PDF). 《대한경영정보학회》.
7. ↑  박, 병철 (2020년 11월 22일). “전민일보”. 《서비스 노동과 감정 노동》. 2021년 5월 1일에 확인함.
8. ↑  여, 정민 (2016년 5월 3일). “프레시안”. 《"대갈통 박살 낸다"는 고객, 이마트는 뭘하나?》. 2021년 5월 1일에 확인함.
9. ↑  김, 종목 (2011년 10월 29일). “여성환경연대”. 《[경향신문] 감정노동자, 미소 속에 숨은 고통》. 2021년 5월 1일에 원본 문서에서 보존된 문서. 2021년 5월 1일에 확인함.
10. ↑  박, 종식 (2021년 4월 27일). “한겨레”. 《“죽고 싶다”며 걸려오는 전화, 그 뒤엔 죽을듯한 감정노동》. 2021년 5월 1일에 확인함.
11. ↑  박, 세준 (2018년 5월 27일). “동아일보”. 《“갑질을 참아야 한다면 월급으로라도 보상해달라”》. 2021년 5월 1일에 확인함.
12. ↑  “뉴시스”. 《“고객 갑질에 귀에서 피 흘러”…콜센터노동자들 “전화 끊을 권리달라”》 (동아일보). 2020년 12월 11일. 2021년 5월 1일에 확인함.
13. ↑  박, 현준 (2019년 11월 20일). “매일경제”. 《[심리학 교실] 억지로 스마일…감정노동은 왜 힘들까》. 2021년 5월 1일에 확인함.
14. ↑  박, 유제 (2021년 4월 13일). “뉴스프리존”. 《감정노동자 권리보호센터 1년 운영해보니…》. 2021년 5월 1일에 확인함.
15. ↑  박, 선정 (2020년 7월 21일). “식품외식경제”. 《맥도날드, 감정노동 근로자 건강보호 우수 기업 표창》. 2021년 5월 1일에 확인함.